# Nettuno Jet
Il Nettuno Jet è un catamarano appartenente alla compagnia di navigazione Alilauro.

## Servizio
Impostato il 27 luglio 1987 con il nome di Nettuno Jet nel cantiere navale svedese Marinteknik Verkstads di Oregrund e consegnato il 1º luglio 1987 alla Alilauro, prende servizio nei collegamenti del golfo di Napoli.
Il 28 agosto 2007, durante le manovre nel porto di Napoli, entra in collisione con la nave da crociera AIDAdiva, tuttavia l'incidente non causa danni a nessuna delle due imbarcazioni.
Nel 2018 subisce pesanti lavori di ammodernamento e rimotorizzazione.
Il 10 febbraio 2025 viene noleggiato alla Toremar, che lo impiega dall'11 febbraio al 6 marzo sul collegamento tra Piombino, Cavo e Portoferraio in sostituzione dello Schiopparello Jet, fermo ai cantieri di Pisa per lavori di manutenzione ordinaria.